# أشرف الحجوج
أشرف أحمد الحجوج (من مواليد 25 أكتوبر 1969 في الإسكندرية، مصر) هو طبيب فلسطيني بلغاري كان المتهم الرئيسي في قضية الإيدز الليبية. ولد في عام 1969، وانتقل مع والديه إلى ليبيا في عام 1972 من مصر، حيث كان والده يعمل كمدرس أقدم للرياضيات. نشأ الحجوج ودرس في ليبيا. وكان في الشهر الأخير من فترة تدريبه عندما ألقي القبض عليه واتهم بإصابة أكثر من 400 طفل بفيروس نقص المناعة البشرية. وكان المتهمون معه هم خمس ممرضات بلغاريات (كريستيانا فالتشيفا، وناسيا نينوفا، وفاليا تشيرفينياشكا، وفالنتينا سيروبولو، وسنيجانا ديميتروفا).
في فبراير 2000، بدأت المحاكمة الأولى ضدهم. واتهموا بتعمد إصابة الأطفال بفيروس نقص المناعة البشرية والتآمر والزنا. واعترفت الممرضات والحجوج بأن الاعترافات انتزعت تحت التعذيب الذي تعرضوا له خلال السنة الأولى من احتجازهم.
في مايو 2004، حكم عليهم بالإعدام رمياً بالرصاص. وأبلغ فريق الدفاع المحكمة أن فيروس نقص المناعة البشرية كان موجودا في مستشفى بنغازي قبل أن تبدأ الممرضات العمل هناك في عام 1998.
في ديسمبر 2005، خففت المحكمة الليبية الحكم وأمرت بمحاكمة جديدة. وفي 19 ديسمبر 2006، حُكم على المتهمين بالإعدام مرة أخرى.
في 11 يوليو 2007، أكدت المحكمة العليا الليبية أحكام الإعدام. وفي وقت لاحق، غيرت المحكمة العليا حكمها إلى السجن المؤبد. وفي 24 يوليو 2007، وبعد التفاوض مع الرئيس الفرنسي نيكولا ساركوزي، أطلق معمر القذافي وفقا لبروتوكول تبادل الأسرى سراح الممرضات البلغاريات والحجوج، الذي حصل على الجنسية البلغارية في يونيو 2007 من قبل الرئيس البلغاري جيورجي بارفانوف ليتسنى ترحيلهم إلى بلغاريا. وبمرسوم من الرئيس بارفانوف، واقتناعا منه ببراءتهم، عفا عنهم. وقال عبد الرحمن شلقم، وزير الخارجية الليبي، إن بارفانوف لديه الحق في العفو عن المسعفين.
بعد إطلاق سراحه في عام 2007، حاول الحجوج الاستقرار في بلغاريا وتزوج هناك من امرأة بلغارية. كان لديهم ابن اسمه ريان ولد في بلغاريا. وكان الزواج قصيرا، وبعد ذلك بقليل انتقل أشرف الحجوج إلى هولندا، حيث حصل والداه على اللجوء السياسي في عام 2005. يعيش الحجوج حالياً في هولندا مع زوجته الأوكرانية.
في عام 2010 نشر في هولندا كتاباً عن معاناته في السجن الليبي، أطلق عليه كبش فداء القذافي (بالهولندية: Khaddafi's zondebok)‏.
وبعد إطلاق سراحه من السجن الليبي، أعلن الحجوج عن اعتزامه مقاضاة ليبيا بسبب احتجازه غير القانوني وتعذيبه السادي وظروف حبسه اللاإنسانية أثناء زيارته لهولندا حيث حصلت أسرته على اللجوء السياسي. ومنذ ذلك الحين، شارك بنشاط في حملات حقوق الإنسان، وساهم في حماية وتعزيز حقوق الإنسان وسيادة القانون والعدالة للجميع. في أبريل 2009 في جنيف، واجه الرئيس الليبي لمجلس حقوق الإنسان التابع للأمم المتحدة نجاة الحجاجي خلال مؤتمر ديربان الاستعراضي التابع للأمم المتحدة. وفي وقت لاحق، تناول أشرف الحجوج المعايير السيئة لحقوق الإنسان وحرية التعبير في ليبيا، داعيا إلى تحقيق العدالة للجميع في مؤتمر قمة جنيف لحقوق الإنسان والديمقراطية. في سبتمبر 2010، شارك مرة أخرى في حملة لإزالة ليبيا من رئاسة مجلس حقوق الإنسان التي أطلقتها منظمة رصد الأمم المتحدة. وفي جنيف أدلى بشهادته عن جرائم القذافي أمام مجلس حقوق الإنسان التابع للأمم المتحدة.
في مارس 2012 حكمت المحكمة الهولندية لصالحه في قضيته ضد اثني عشر مسؤولا ليبيا بتهمة التعذيب ومنحته مليون يورو تعويضا عن الأضرار المادية وغير المادية التي هي نتيجة للمعاملة اللاإنسانية والتعذيب. وبعد بضعة أسابيع من صدور قرار المحكمة الهولندية، حكمت اللجنة المعنية بحقوق الإنسان التابعة للأمم المتحدة لصالح الدكتور الحجوج وخلصت إلى أن ليبيا قد انتهكت حقوقه (المواد 7 و9 و14 من العهد الدولي الخاص بالحقوق المدنية والسياسية). ووفقاً لقرار الأمم المتحدة، يتعين على ليبيا أن تعوض الحجوج عن احتجازه في الحبس الانفرادي ومعاملته اللاإنسانية وتعذيبه، وأن تشرع في مقاضاة المسؤولين عن هذه الانتهاكات جنائياً.